# Inflatable Antenna Experiment

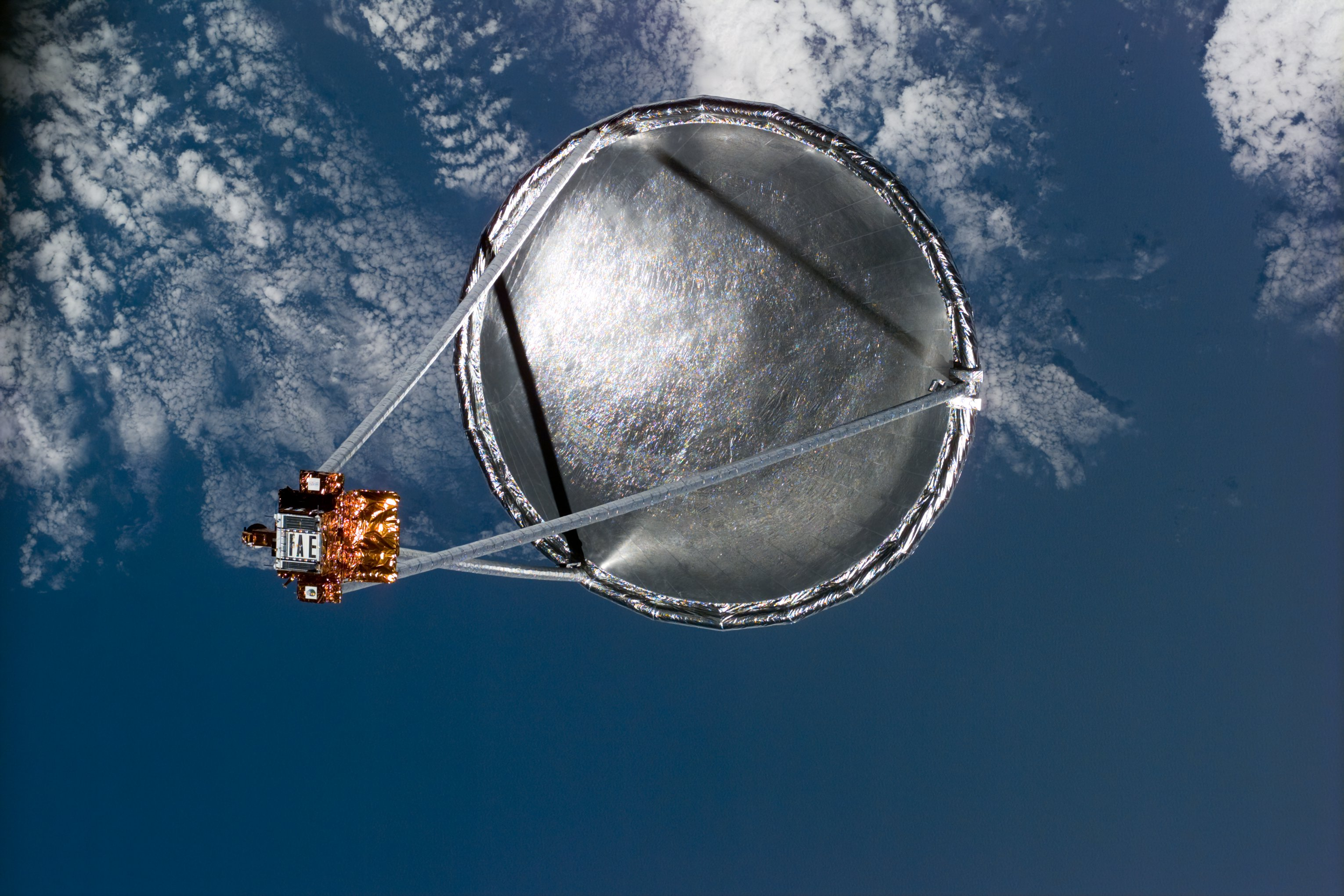
O IAE sendo implantado em órbita

Inflatable Antenna Experiment, também conhecido pelo seu acrônimo IAE, foi um satélite artificial tecnológico da NASA lançado ao espaço no dia 19 de maio de 1996 com o ônibus espacial Endeavour a partir da Estação da Força Aérea de Cabo Canaveral.

## Características
O IAE consistia em uma antena pendente feita de mylar. Foi implantado em órbita pelo ônibus espacial Endeavour durante a missão STS-77 acoplado ao satélite Spartan 207, que serviu de plataforma para a inflação e implantação da antena, que depois de se expandir em até os 16 metros de diâmetro manteve a sua forma através de três mastros de 30 metros de comprimento. O IAE posteriormente desacoplou-se do Spartan, reentrando na atmosfera dias depois, em 22 de maio de 1996 o Spartan foi recolhido pelo ônibus espacial.